# Aglais pseudoturcica
Aglais pseudoturcica är en fjärilsart som beskrevs av Fritsch 1913. Aglais pseudoturcica ingår i släktet Aglais och familjen praktfjärilar. Inga underarter finns listade i Catalogue of Life.